# NOT FLUNKY
「NOT FLUNKY」（ノット・フランキー）は、日本のダンスロックバンド・DISH//の1作目の配信デジタル・シングル。Sony Recordsから2019年7月17日に配信された。

## 概要
- 自身初の配信限定シングル[注釈 1]。
- 2019年8月18日に富士急ハイランド・コニファーフォレストで開催されるDISH// SUMMER AMUSEMENT ’19 [Junkfood Attraction]のライブ会場のみ、「CD＋オリジナルデザインサコッシュ」の規格でCDを発売[1]。
- ライブ会場限定のCD盤のみ、CDジャケットサイズステッカーを封入[2]。
- ライブ会場限定盤をコンサート会場に来れない方からの買いたいという声が多く、2019年9月25日にSony Music Shop通販限定「NOT FLUNKY / THIS IS WHAT DISH// IS -完全版-」をリリース[3]。ただし、ライブ会場限定盤とは異なる仕様となっている。

## 収録曲

### 配信・CD共通
1.NOT FLUNKY
作詞・作曲・編曲：新井弘毅

### CD
2.Rock Your Body Rock
作詞：橘柊生、前田佑、栗原暁　作曲：前田佑、栗原暁

#### 「NOT FLUNKY / THIS IS WHAT DISH// IS -完全版-」限定収録
3.へんてこ（LIVE@2019/08/18 【Junkfood Attraction】富士急ハイランド・コニファーフォレスト）

4.DAWN（LIVE@2019/08/18 【Junkfood Attraction】富士急ハイランド・コニファーフォレスト）

5.This Wonderful World（LIVE@2019/08/18 【Junkfood Attraction】富士急ハイランド・コニファーフォレスト

### DVD
THIS IS WHAT DISH// IS -完全版-